# Посольство Польши на Украине
Посольство Республики Польша в Киеве (пол. Ambasada Rzeczypospolitej Polskiej w Kijowie) — главная дипломатическая миссия Польши на Украине, расположено в старом городе на улице Ярославов Вал. Кроме посольства Польша имеет на территории Украины несколько Генеральных консульств: в Виннице, Львове, Луцке, Одессе и в Харькове.

## Дипломатические отношения

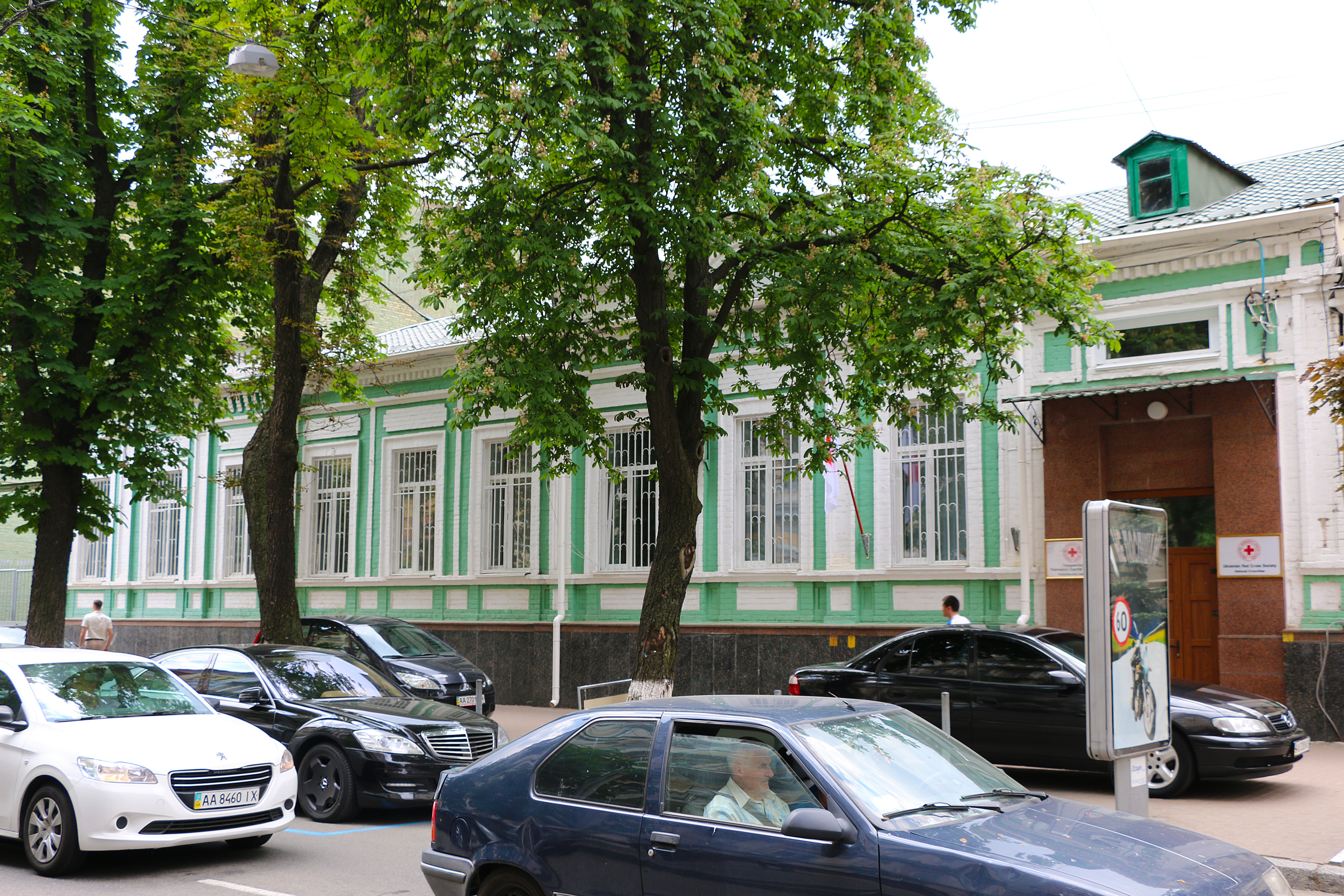
Здание, в котором в 1918—1919 годах располагалось Посольство Польши на Украине. Киев, ул. Пушкинская, 30

После провозглашения независимости Украины 24 августа 1991 года Польша признала Украину 2 декабря 1991 года. 4 января 1992 между Украиной и Польшей были установлены дипломатические отношения.

## Отделы посольства
- Политический отдел
- Бюро Атташе по вопросам обороны
- Экономический отдел
- Отдел администрации и финансов
- Консульский отдел
- Отдел содействия торговле и инвестициям

## Послы Польши на Украине
- Станислав Ванькович (1918)
- Богдан Кутиловский (1919—1921)
- Франтишек Ян Пуляский (1921)
- Франтишек Харват (1921—1923)
- Маркел Шарота (1923—1924)
- Ежи Козакевич (1992—1997)
- Ежи Бар (1997—2001)
- Марек Зюлковский (2001—2005)
- Яцек Ключковский (2005—2010)
- Дариуш Гурчинский (2010—2011)
- Генрик Литвин (2011—2016)
- Ян Пекло (2016—2019)
- Бартош Цихоцький (2019—2023)
- Ярослав Гузы (2023—2024)